# Banca Populară a Chinei
Banca Populară a Chinei este banca centrală a Republica Populara Chineze. Este o instituție financiară care, printre altele, emite bancnotele și monedele aflate în circulație în Republica Populară Chineză, cu excepția Hong Kong-ului și Macao, și a cărei monedă este yuanul sau renminbi. Până în 1978, a fost singura bancă a Republicii Populare. Rolul său a evoluat ulterior în cel al unei bănci centrale. Cu toate acestea, o serie de activități, inclusiv gestionarea rezervelor valutare, sunt încredințate unui alt organism cunoscut la nivel internațional sub numele de Administrația de Stat pentru Valută.
Președintele PBC este numit de premier și aprobat de Congresul Național al Poporului. Este membru al Consiliului de Stat.